# Sladen Summit
Der Sladen Summit ist ein markanter und 3395 m hoher Berg im ostantarktischen Viktorialand. In der Royal Society Range ragt er am Schnittpunkt des Johns Hopkins Ridge mit dem Rampart Ridge auf.
Das Advisory Committee on Antarctic Names benannte ihn 1994 nach dem US-amerikanisch-britischen Ornithologen William Joseph Lambart Sladen (1920–2017), langjähriger leitender Wissenschaftler des United States Antarctic Research Program zur Untersuchung der Pinguinpopulationen am Kap Crozier.